# A Fantastic Fear of Everything
A Fantastic Fear of Everything es una película británica de comedia y terror de 2012 protagonizada por Simon Pegg, escrita y dirigida por Crispian Mills con Chris Hopewell como codirector. Está basada en la novela corta Paranoia in the Launderette de Bruce Robinson, escritor y director de Withnail and I. Se ha descrito como una "semicomedia" de bajo presupuesto sobre un autor de libros infantiles convertido en novelista de crímenes que se ha obsesionado con el asesinato y el asesinato. Fue lanzada el 8 de junio de 2012 en el Reino Unido e Irlanda, y tuvo un estreno limitado en cines de EE. UU. el 7 de febrero de 2014. La BBFC clasificó la película con un certificado de 15 en el Reino Unido, mientras que la MPAA la calificó R en Estados Unidos.
La fotografía principal comenzó el 6 de julio de 2011. Filmada en los estudios Shepperton, la película fue la primera en recibir el respaldo de la iniciativa de Pinewood Studios para apoyar películas británicas de bajo presupuesto. Fue lanzada por Universal Pictures en el Reino Unido y Indomina Releasing en Estados Unidos.

## Argumento
Jack B. Nife es un autor de libros infantiles cuyo matrimonio feliz ha sido destruido por su obsesión con su primer libro no publicado, Harold the Hedgehog. Está trabajando en una serie de manuscritos titulados Decades of Death, sobre asesinos en serie de la era victoriana. Se ha obsesionado con los asesinos en serie y paranoico de que la gente lo está vigilando y tratando de matarlo, lo cual no se ve ayudado por el hecho de que un asesino en serie llamado Hanoi Handshake Killer, que corta los dedos de sus víctimas, ha estado activo en su vecindario.
Mientras intenta dar dinero en un calcetín a unos cantantes de villancicos, Jack se sobresalta con una llamada telefónica de su agente, Clair. Ella le dice que Harvey Humphries, el jefe de guiones de la BBC, está interesado en los guiones de Jack y organiza una reunión entre los dos en unas pocas horas. Jack se convence de que Humphries es un asesino en serie, pero planea asistir a la reunión de todos modos.
Jack intenta limpiar su ropa en el horno para estar presentable para su reunión con Humphries, solo para descubrir que ha pegado con superglue un cuchillo de trinchar a su mano. Después de intentar quitar el cuchillo, descubre que su ropa está arruinada. Jack se da cuenta de que tiene que ir a la lavandería. Como está aterrorizado por la perspectiva, llama al profesor Friedkin, un viejo amigo, y le pide ayuda. Después de escuchar los recuerdos traumáticos de Jack sobre la lavandería, Friedkin convence a Jack de que debe enfrentar sus miedos y ir allí.
Mientras está en la lavandería, no entiende cómo funcionan las máquinas y no agrega jabón para lavar su carga. Frustrando a los demás clientes, decide simplemente secar la ropa porque no tiene tiempo para volver a lavarla. Luego, entra una mujer joven y hermosa, lo que causa más angustia a Jack, por lo que se apresura a sacar su ropa húmeda de la secadora para poder irse. Olvidando que el cuchillo de trinchar aún está pegado a su mano, saca la mano de su bolsillo y hace que los otros clientes entren en pánico y lo encierren en la lavandería.
La policía llega, entra en la lavandería y somete a Jack. La policía retira el cuchillo de su mano y trata sus heridas. Están a punto de llevarlo a la comisaría cuando un helicóptero sobrevuela y anuncia que hay una emergencia y necesitan ir a otro lugar. Rápidamente arrojan a Jack en la parte trasera de la furgoneta de la policía y se marchan, pero no cierran bien las puertas y él cae del vehículo mientras acelera.
Perkins, un oficial de apoyo comunitario, sigue a la joven mientras Jack regresa a la lavandería para recoger su camisa limpia para la reunión. Mientras Jack se cambia de camisa, nota que una puerta trasera que estaba cerrada ahora está abierta. Pasa por la puerta y encuentra una trampilla en el suelo. Al mirar a través de la trampilla, alguien lo golpea por detrás.
Jack se despierta en el sótano de la lavandería atado junto a la joven. Al comenzar a entrar en pánico, Perkins baja las escaleras. Le piden que consiga ayuda, pero él revela que es el Hanoi Handshake Killer; corta los dedos de sus víctimas y culpa de los asesinatos a la mafia vietnamita. Perkins dice que la lavandería solía pertenecer a su abuela hasta que los inmigrantes vietnamitas la expulsaron, y ahora asesina por venganza. Luego sube las escaleras a afilar su cuchillo.
Jack le cuenta a la mujer sobre los eventos traumáticos de su infancia relacionados con la lavandería, y ella lo consuela y le insta a no perder la esperanza. Ella dice que su nombre es Sangeet y Jack le pide que cene con él si sobreviven. Perkins regresa con un boombox tocando la canción "The Final Countdown" de Europe. Perkins y Jack discuten sobre el género de la canción, lo que hace que Perkins les cuente sobre su infancia. Su madre murió cuando él era muy joven y su abuela lo acogió y le dio una habitación en el sótano. Durante esta historia vemos que esta era la misma lavandería en la que Jack fue abandonado y fue observado por Perkins desde el cuarto trasero.
Jack y Sangeet intentan que Perkins admita que su abuela no lo cuidó adecuadamente. Jack argumenta que Tony no es un buen asesino en serie porque no es original (supuestamente tiene el cuerpo de su abuela en una mecedora, lo que hace referencia a la película Psycho).
Sangeet se libera e hiere a Perkins cuando está a punto de asesinar a Jack. Sangeet intenta escapar, pero Perkins se recupera y la arrastra de vuelta al sótano. Mientras Perkins lucha con Sangeet, ella sugiere frenéticamente que Jack cuente una historia. Jack convence a Perkins de escuchar una historia como su último deseo. Jack cuenta una historia llamada Brian the Hedgehog; Perkins se relaciona con la historia y llora, admitiendo que no mató a la primera víctima y que solo encontró el cuerpo. El dueño de la lavandería abre la trampilla, lo que hace que Jack y Sangeet griten por ayuda.
Varios meses después, vemos a un Jack bien arreglado leyendo su libro sobre Harold y Brian a un grupo de niños. Sangeet y el profesor Friedkin están allí. Clair finalmente presenta a Jack a Humphries, lo que hace que Jack se asuste brevemente. Sangeet le recuerda a Jack que van a cenar, y así se van del evento y toman un taxi mientras los créditos se despliegan en la pantalla.

## Reparto
- Simon Pegg como Jack
- Amara Karan como Sangeet
- Clare Higgins como Clair
- Paul Freeman como Dr. Friedkin
- Kerry Shale como Harvey Humphries
- Alan Drake como Perkins
- Zaak Conway como Young Jack
- Filippo Delaunay como Waiter
- Elliot Greene como Hoodie
- Mo Idriss como Mr. Rowntree Restaurant Diner
- Tuyet Le como Warden
- Henry Lloyd-Hughes como PC Taser
- Alice Orr-Ewing como Lavinia
- Jane Stanness como Sheena
- Jay Taylor como Documentary Maker

## Recepción de la crítica
En Rotten Tomatoes, tiene una calificación de aprobación del 34% basada en 32 reseñas, con una calificación promedio de 4.50/10. El consenso del sitio dice: "Aparte de unas pocas risas y la confiablemente afable presencia en pantalla de Simon Pegg, A Fantastic Fear of Everything tiene vergonzosamente poco que ofrecer". En Metacritic, tiene una puntuación del 31% basada en 14 críticas, lo que indica "reseñas generalmente negativas".